# Macrostylis carinifera
Macrostylis carinifera är en kräftdjursart som beskrevs av Boris Vladimirovich Mezhov 1988. Macrostylis carinifera ingår i släktet Macrostylis och familjen Macrostylidae.

## Underarter
Arten delas in i följande underarter:
- M. c. dilatata
- M. c. carinifera